# Lungotevere di Pietra Papa
Il lungotevere di Pietra Papa è il tratto di lungotevere che collega il lungotevere Vittorio Gassman a piazza Augusto Righi, a Roma, nel quartiere Portuense.
Il lungotevere, che corre sulla riva destra nell'ansa tra il Ponte della Scienza e Ponte Marconi, prende nome dall'antica via Petra Papae, così chiamata perché sita nella proprietà della famiglia Papa (o Papareschi); è stato istituito con delibera del consiglio comunale del 25 novembre 1949.
In questa zona vennero alla luce nel 1915, durante lavori di ripristino conseguenti ad una piena del Tevere, ambienti riconducibili ad una terma suburbana da cui vennero staccati tre mosaici pavimentali in bianco e nero con scene di palestra. Durante ulteriori scavi effettuati nel 1939-40 per regolare l'area golenale del Tevere, emersero notevoli resti di una villa suburbana che si rivelò utilizzata con continuità dal I secolo a.C. al III-IV secolo, con varie fasi costruttive. In tre vani ipogei di questo impianto prossimi al fiume è stato rinvenuto un notevole ciclo di affreschi di soggetto marino, con imbarcazioni e pesci, presumibilmente pertinenti ad ambienti termali. È possibile che queste strutture facessero parte degli Horti Caesaris, dei quali non è nota l'esatta estensione. I mosaici e gli affreschi rinvenuti sono custoditi e in parte esposti nel Museo nazionale romano di palazzo Massimo.